# Friesentorte

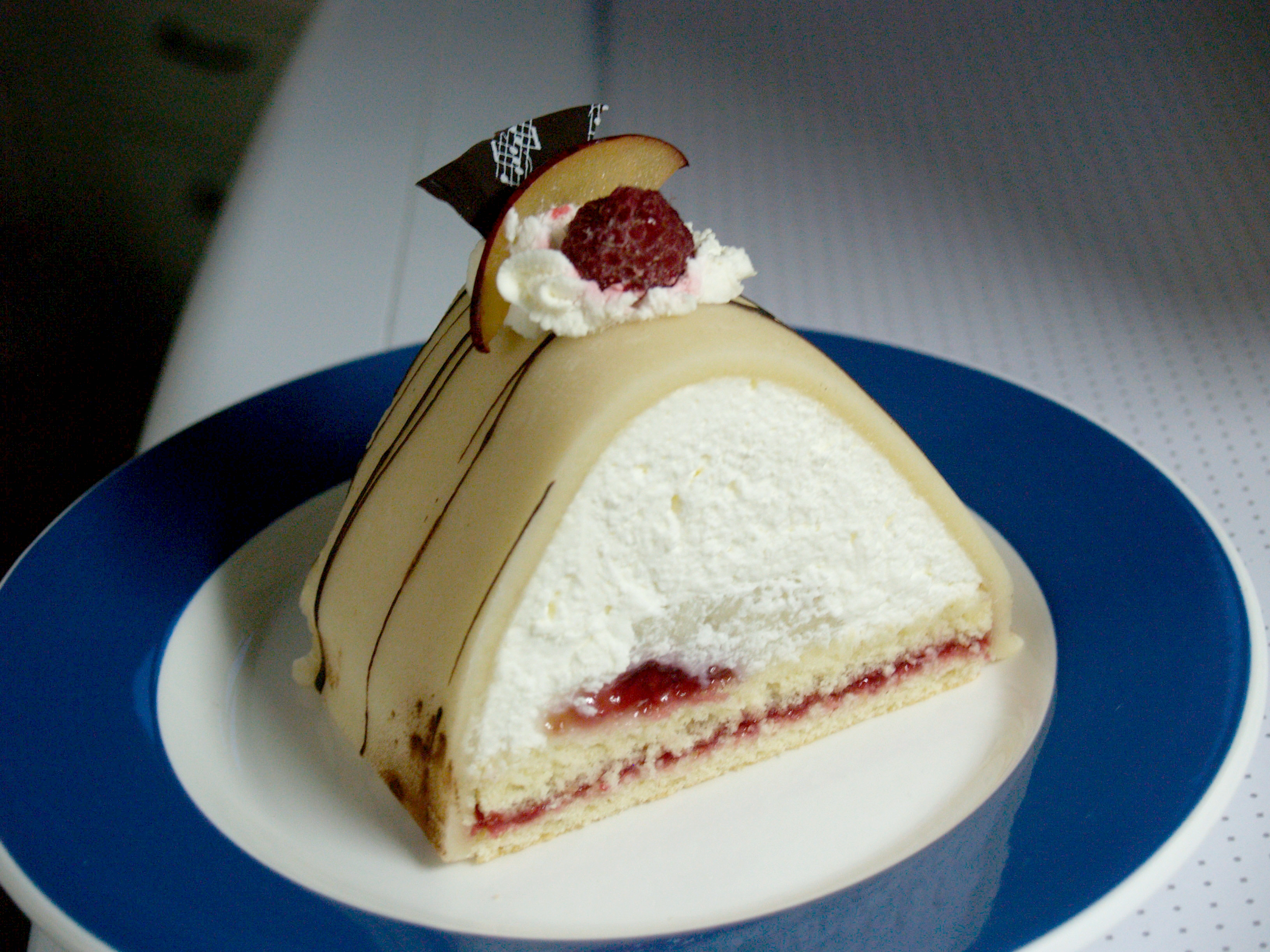
Gåsebryst

Friesentorte (česky Fríský dort) je vícevrstvý dort, který je typickou dortovou specialitou Severního Fríska (Šlesvicko-Holštýnska) a Východního Fríska (Dolního Saska), rozšířenou dnes i do dalších oblastí severního Německa.
První vrstvou dortu je placka upečená z křehkého těsta (obdoba lineckého těsta) nebo z listového těsta, která je následně pomazána silnější vrstvou povidel a silnou vrstvou šlehačky. Povidla mohou být posypána kořením, obvykle skořicí. Místo povidel mohou být použity zpracované čerstvé nebo kompotované švestky. Následovat může ještě jedna placka s povidly a šlehačkou. Dort je pak uzavřen další plackou a pocukrován. Velmi časté také je, že se tato poslední placka nepoloží na dort přímo, ale rozkrájí se na trojhránky, které se zaboří delší hranou šikmo do poslední vrstvy šlehačky. Z boku je hotový dort posypán plátky pražených mandlí.
V Dánsku je variantou tohoto dortu tzv. Gåsebryst (česky Husí prsa). Tento dánský dort je tvořen jednou plackou z těsta, jednou vrstvou povidel nebo švestek, jednou vrstvou šlehačky a marcipánovou hmotou, která dort uzavírá (viz foto).